# Annantalo
El centre d'arts Annantalo (en finès Annantalon Taidekeskus, en suec Annegärdens Konstcentrum) a Hèlsinki és un centre polivalent d'art destinat als nens i als joves.
Es troba en una antiga escola primària dissenyada per a l'arquitecte Gustav Nyström el 1886. L'edifici restaurat el 1987 és un bell exemple del classicisme finès. Després de la restauració l'antiga escola primària va transformar-se en centre d'educació de les arts.
Tots els professors del centre són artistes. Annantalo és un centre de recerques, d'experimentació i de desenvolupament de l'educació de les arts. El centre és un membre de la Xarxa europea d'organitzacions artístiques per nens i joves EUnetART.